# جوهر بن مبارك
جوهر بن مبارك سياسي تونسي، من مواليد 1968 بصفاقس، أستاذ قانون دستوري يرأس «شبكة دستورنا». يعتبر من أشد المعارضين لقرارات الرئيس قيس سعيد يوم 25 يوليو 2021 المتعلقة بتجميد البرلمان وحل حكومة هشام المشيشي حيث اعتبرها «إنقلابا على الدستور» بالإضافة لكون بن مبارك من مؤسسي المبادرة الديمقراطية والمعروفة بـ«مبادرة مواطنون ضد الانقلاب» المناهضة لإجراءات قيس سعيد.

## النشأة والمسيرة
عمل استاذا جامعيا منذ 1993 إلى الآن. وكان المستشار السياسي لحملة محمد عبو في الانتخابات الرئاسية التونسية في 2019. ودعم في الدور الثاني من هذه الانتخابات قيس سعيد. اودع السجن في يوم السبت 25 فيفري 2023 بقرار من قاضي التحقيق   بعد أن وقع ايقافه في  الليلة الفاصلة بين الخميس و الجمعة، على ما أكدته عائلته،

### معارض «شرس» لإجراءات 25 يوليو 2021
اعتبر أستاذ القانون الدستوري ومنسق مبادرة «مواطنون ضد الانقلاب» جوهر بن مبارك، '' أن قيس سعيد لم يعد رئيسا، بل هو قائم باسم رئاسة الجمهورية،'' حسب قوله وذلك بعد قرارات 25 يوليو 2021 التي اتخذها الرئيس سعيد بتعليق اختصاصات البرلمان ورفع الحصانة عن النواب وحل حكومة هشام المشيشي. وشدد بن مبارك على ضرورة إعادة البرلمان لإنجاز مهام محددة وفق جدول زمني مضبوط، في إطار اتفاق من أجل التوفير الشروط الدنيا للذهاب إلى الانتخابات المبكرة. كما أكد أن حكومة نجلاء بودن غير شرعية وهو ما خلق لها مشكلة عويصة في حل مشكلة المالية العمومية، وفق قوله.
في نوفمبر 2021، أسس جوهر بن مبارك رفقة والده اليساري المعروف عز الدين الحزقي وناشطين حقوقيين وسياسيين ونواب بالبرلمان مثل الكاتب الحبيب بوعجيلة والنائبة الأولى لرئيس البرلمان «المجمد» سميرة الشواشي وعبد الرؤوف بالطبيب المستشار السابق لقيس سعيد وآخرون المبادرة الديمقراطية أو مبادرة «مواطنون ضد الإنقلاب» المناهضة لقرارات الرئيس قيس سعيد الرئاسية.
قادت حملة «مواطنون ضد الإنقلاب» عدة مظاهرات مناهضة للإجراءات الرئاسية مثل مظاهرات 14 نوفمبر قرب مقر البرلمان «المجمد» في باردو و17 ديسمبر 2021 في شارع الحبيب بورقيبة في العاصمة تونس. وخلال مظاهرات 17 ديسمبر، أعلن جوهر بن مبارك عن «اعتصام مفتوح في شارع الثورة إلى حين إزاحة سلطة الانقلاب ومحاسبة المنقلب» وفق تعبيره. لكن بعد محاولة المبادرة تركيز خيمة للإعتصام بشارع الحبيب بورقيبة بالعاصمة يوم السبت 18 ديسمبر 2021 قامت قوات الأمن بمنعهم من ذلك، المنع الذي شهد تبادلا للعنف بين الطرفين.  لاحقا، أعلنت وزارة الداخلية فض إعتصام «حملة مواطنون ضد الإنقلاب» وإعتقال 10 أشخاص على الأقل بتهمة «الإعتداء على أمنيين».
وفي 23 ديسمبر 2021، أصدر حراك «مواطنون ضد الانقلاب» بيانًا يعلن فيه دخول أعضاء المبادرة في إضراب عن الطعام إحتجاجا على «الحكم الفردي الذي يدفع بآلة القمع ومؤسسات الدولة لإخماد كل أصوات معارضة» على حد وصف البيان. وطالب الحراك في بيانه «بإطلاق فوري لسراح النواب والمعتقلين السياسيين وإيقاف المحاكمات العسكرية والكف عن تهديد القضاء والتحرش به».
تعرض بن مبارك لنقد لاذع من موالين لقيس سعيد وحتى من معارضين له مثل رئيسة الحزب الدستوري الحر عبير موسي، حيث أجمع هؤلاء على وصف بن مبارك ومواطنون ضد الانقلاب بـ«ذراع حركة النهضة» وبأن مواطنون ضد الإنقلاب هي «مظلة لحركة النهضة». لكن بن مبارك اعتبر في تصريح له أن حركة النهضة «أجرمت في حق الانتقال الديمقراطي في تونس، إلا انها تعتبر استثناءا في العالم العربي كحركة اسلامية تدافع عن الديمقراطية». كما قال أن «تونس قبل 25 يوليو لم تكن في جنة بل بالعكس كانت وماتزال تحتاج لاصلاحات كبيرة لكن ذلك لايجب أن يتم  تحت وطأة الاجراءات الاعتباطية والاستثنائية» حسب قوله.

## استضافات
- التمساح
- حوار خاص

## ايداع القيادي بجبهة الخلاص جوهر بن مبارك السجن
أفادت المحامية إيناس الحراث أن حاكم التحقيق بالقطب القضائي أصدر  يوم السبت 25 فيفري 2023، بطاقة إيداع بالسجن في حق السياسي وعضو جبهة الخلاص الوطني جوهر بن مبارك.

وذلك بعد أن أعلن الناشط الحقوقي عز الدين الحزقي اعتقال ابنه الناشط السياسي والقيادي بجبهة الخلاص جوهر بن مبارك في منطقة بوشوشة بالعاصمة تونس، في تواصل لموجة الاعتقالات التي شملت سياسيين وإعلاميين ورجال أعمال.
وقال عز الدين الحزقي، إن ابنه جوهر "التحق بالمناضلين المعتقلين في بوشوشة".
وكان الحزقي قال في وقت سابق إن فرقة خاصة فتشت منزله ثم انتقل مع الفرقة الأمنية إلى مقرها بالعاصمة حيث وقّع على محضر، ثم أعيد إلى منزله. كما أوضح أنه تم تفتيش منزل ابنه جوهر بن مبارك.